# 成東海岸
成東海岸（なるとうかいがん）は、千葉県の山武市の海岸のうちの旧成東町（緑海村、作田を除く鳴浜村）の海岸である。

## 概要
小松海水浴場、白幡・井之内海水浴場、本須賀海水浴場の、各海水浴場の総称であり、九十九里浜の中央の蓮沼海浜公園のある蓮沼海岸の南側に位置し、さらに南側には九十九里町の作田海水浴場や作田川河口、片貝漁港がある。
2000年には千葉県のラジオ局、bayfmで夏季限定のサテライトスタジオが設置され、ここから放送されたことがあった。
隣の蓮沼海岸を本拠地とする九十九里ライフセービングクラブがパトロール等のボランティア活動をしている。